# 哈利波特 (電視劇)
《哈利波特》（英語：Harry Potter）是一部2027年英美合拍奇幻電視劇，由HBO開發，改編自J·K·羅琳的同名小說系列。該劇由華納兄弟電視公司、和盛日影業聯合製作，多米尼克·麥拉林（Dominic McLaughlin）、艾拉史特·史塔歐（Alastair Stout）、阿拉貝拉·史坦頓、約翰·李斯高、珍娜·麥提爾、帕帕·艾西杜及尼克·佛洛斯特主演。
電視劇的開發工作於2021年1月正式啟動，製作過程預計將長達十年來忠實改編原著。該劇由節目統籌法蘭西斯卡·加德納和導演馬克·梅羅德擔任創意主導。主要演員的選角工作於2024年11月開始進行，其中哈利·波特、榮恩·衛斯理及妙麗·格蘭傑共三萬二千名演員報名試鏡，並於2025年5月正式公布演出人選。
《哈利波特》原定於串流媒體Max上線，但在2024年6月改於HBO播出。主要拍攝於2025年7月在華納兄弟利維斯登工作室進行。《哈利波特》預定於2027年在HBO播出。

## 演員及角色

### 主要角色
- 多米尼克·麥拉林（Dominic McLaughlin）飾演哈利·波特（Harry Potter）[1]

11歲的少年。失去父母後而成為孤兒後，由討厭自己的親戚德思禮一家扶養。當他被霍格華茲魔法與巫術學院錄取時，得知自己是一名巫師，而父母在他嬰兒時期被黑巫師佛地魔殺害，自己是在其詛咒之下唯一倖存的人。
- 艾拉史特·史塔歐（Alastair Stout）飾演榮恩·衛斯理（Ron Weasley）[1]

哈利的摯友之一。純種巫師家族衛斯理家族的成員。
- 阿拉貝拉·史坦頓（英语：Arabella Stanton）飾演妙麗·格蘭傑（Hermione Granger）[1]

哈利的摯友之一，也是三人組的智囊擔當。
- 約翰·李斯高飾演阿不思·鄧不利多（Albus Dumbledore）[2]

霍格華茲的校長。
- 珍娜·麥提爾飾演麥米奈娃（Minerva McGonagall）[2]

霍格華茲的變形術教授。
- 帕帕·艾西杜（英语：Paapa Essiedu）飾演賽佛勒斯·石內卜（Severus Snape）[2]

霍格華茲的魔藥學教授。
- 尼克·佛洛斯特飾演魯霸·海格（Rubeus Hagrid）[2]

霍格華茲的鑰匙管理員兼獵場看守人。

### 常設角色
- 盧克·沙隆（英语：Luke Thallon）飾演奎里納斯·奎若（Quirinus Quirrell）[2]

霍格華茲的黑魔法防禦術教授。
- 保羅·懷特豪斯（英语：Paul Whitehouse）飾演阿各·飛七（Argus Filch）[2]

霍格華茲的管理員。
- 博帝·卡維爾（英语：Bertie Carvel）飾演康尼留斯·夫子（Cornelius Fudge）[3]

英國魔法部部長。
- 洛克斯·普拉特（Lox Pratt）飾演跩哥·馬份（Draco Malfoy）[4]

與哈利同屆的史萊哲林學院學生，也是哈利的宿敵。
- 強尼·弗林（英语：Johnny Flynn）飾演魯休思·馬份（Lucius Malfoy）[4]

跩哥的父親。
- 貝兒·波麗飾演佩妮·德思禮（Petunia Dursley）[4]

哈利的姨媽。
- 丹尼爾·瑞格比（英语：Daniel Rigby）飾演威農·德思禮（Vernon Dursley）[4]

哈利的姨丈。
- 凱薩琳·帕金森飾演茉莉·衛斯理（Molly Weasley）[4]

榮恩的母親。
- 李奧·厄爾利（Leo Earley）飾演西莫·斐尼干（Seamus Finnigan）[4]

與哈利同屆的葛來分多學院學生。
- 阿萊西婭·萊奧尼（Alessia Leoni）飾演芭蒂·巴提（Parvati Patil）[4]

與哈利同屆的葛來分多學院學生。
- 席艾娜·穆薩（Sienna Moosah）飾演文妲·布朗（Lavender Brown）[4]

與哈利同屆的葛來分多學院學生。
- 羅伊·威爾莫特（Rory Wilmot）飾演奈威·隆巴頓（Neville Longbottom）[5]

與哈利同屆的葛來分多學院學生。
- 阿莫斯·基特森（Amos Kitson）飾演達力·德思禮（Dudley Dursley）[5]

哈利的表哥，威農和佩妮的獨生子。
- 露易絲·布瑞莉飾演胡奇夫人（Madam Hooch）[5]

霍格華茲的飛行學教練。
- 安東·萊塞（英语：Anton Lesser）飾演加里克·奧利凡德（Garrick Ollivander）[5]

斜角巷的魔杖製造者，也是奧利凡德魔杖店的老闆。

## 製作
《哈利波特》由華納兄弟電視公司、和盛日影業聯合製作。節目統籌法蘭西斯卡·加德納、導演馬克·梅羅德、原作者J·K·羅琳、尼爾·布萊爾、露絲·肯利-雷茨（Ruth Kenley-Letts）和大衛·海曼共同擔任執行製片人。

### 背景
《哈利·波特》是J·K·羅琳於1997年至2007年出版的七部奇幻文學系列小說。2001年至2011年間，共改編成八部電影。小說及電影系列對流行文化產生了顯著的影響；小說共有80種語言版本，而電影成為有史以來票房收入第四高的電影系列，八部電影的全球票房收入超過77億美元。

### 開發
2021年1月，據《好萊塢報導》透露，《哈利波特》的改編電視劇正處於早期開發階段，HBO Max的高層正在尋找潛在的編劇人選。然而，HBO Max和華納兄弟雙方皆否認了以上報導，澄清並沒有開發《哈利波特》電視劇。2022年5月，華納兄弟探索執行長大衛·扎斯拉夫與羅琳會面，探討有關未來的《魔法世界》系列計劃。
2022年12月，華納兄弟電視公司執行長錢寧·鄧吉表示，華納兄弟對《哈利波特》電視劇有著「極大的野心」。2023年4月，華納兄弟在投資者會議上宣布正在開發該劇。劇集預計將耗時十年製作，每一季劇情都將忠實改編原著。劇組正在尋找節目統籌人選，而《哈利波特系列電影》的製片人的大衛·海曼正在洽談擔任執行製片人。第一季預計將改編自第一部小說《哈利波特－神秘的魔法石》的全部劇情。羅琳亦確認擔任該劇的執行製片人。羅琳先前在跨性別言論爭議引起大批民眾的反對聲浪，但HBO兼HBO Max董事長兼執行長凱西·布洛伊斯（Casey Bloys）表示，並不會因為羅琳的言論而開除她。2023年4月，尼爾·布萊爾和露絲·肯利-雷茨（Ruth Kenley-Letts）確認擔任執行製片人。
2024年2月，據《Deadline Hollywood》報稱，目前已有三位創意總監人選，其中包括《繼承之戰》的編劇法蘭西斯卡·加德納。同年6月，正式公布加德納擔任節目統籌兼編劇，《繼承之戰》的導演馬克·梅羅德獲聘執導部分集數。加德納和梅羅德亦將擔任執行製片人。

### 選角
2024年9月，在選角導演露西·貝文（Lucy Bevan）和艾蜜莉·布洛克曼（Emily Brockmann）的領導下，劇組發布了試鏡公告，尋找哈利·波特、榮恩·衛斯理及妙麗·格蘭傑的演員人選，他們的年齡需介於9至11歲之間且居住在英國和愛爾蘭。此外，試鏡公告強調致力於多元、平等和包容的選角政策，「不用考慮種族、性別、殘疾、性取向和性別認同等因素」。共有32000名兒童參與試鏡。
2024年11月至12月，多位演員都是華納的考慮人選，其中包括馬克·勞倫斯和馬克·史壯飾演阿不思·鄧不利多；帕帕·艾西杜飾演賽佛勒斯·石內卜；莎朗·霍根和瑞秋·懷茲飾演麥米奈娃以及布雷特·戈德斯坦飾演魯霸·海格。2025年2月，約翰·李斯高為飾演鄧不利多進入最終洽談階段。3月，艾西杜即將簽約出演石內卜，而珍娜·麥提爾和尼克·佛洛斯特分別為出演麥米奈娃和海格進行洽談。
2025年4月，李斯高、麥提爾、艾西杜和佛洛斯特確認出演，而盧克·沙隆和保羅·懷特豪斯加入演出陣容，分別飾演奎里納斯·奎若和阿各·飛七。5月，正式公布哈利、榮恩和妙麗的選角，分別由多米尼克·麥拉林（Dominic McLaughlin）、艾拉史特·史塔歐（Alastair Stout）及阿拉貝拉·史坦頓出演。6月，博帝·卡維爾、洛克斯·普拉特（Lox Pratt）、強尼·弗林、貝兒·波麗、丹尼爾·瑞格比、凱薩琳·帕金森、李奧·厄爾利（Leo Earley）、阿萊西婭·萊奧尼（Alessia Leoni）和席艾娜·穆薩（Sienna Moosah）加入演出陣容，分別飾演康尼留斯·夫子、跩哥·馬份、魯休思·馬份、佩妮·德思禮、威農·德思禮、茉莉·衛斯理、西莫·斐尼干、芭蒂·巴提以及文妲·布朗。7月，羅伊·威爾莫特（Rory Wilmot）、阿莫斯·基特森（Amos Kitson）、露易絲·布瑞莉和安東·萊塞加入演出陣容，分別飾演奈威·隆巴頓、達力·德思禮、胡奇夫人和加里克·奧利凡德。

### 拍攝
該劇的主要拍攝於2025年7月14日在華納兄弟利維斯登工作室開始進行。該工作室也是《哈利波特系列電影》的每一部電影的拍攝地。2025年5月，據媒體《沃特福德觀察家》報導，劇組已開始搭建佈景。同月，劇組在布列塔尼大區的桑島待了一個多星期，在泰文內克燈塔附近拍攝。

## 發行
《哈利波特》預計將於2027年年初於HBO首播。劇集最初定於串流媒體Max上線。

## 資料來源
1. 1 2 3 4 5 6 7  Goldbart, Max. . Deadline Hollywood. 2025-05-27  [2025-05-27]. （原始内容存档于2025-05-27）.
2. 1 2 3 4 5 6 7  Otterson, Joe. . Variety. 2025-04-14  [2025-04-14]. （原始内容存档于2025-04-14）.
3. ↑  Andreeva, Nellie. . Deadline Hollywood. 2025-06-08  [2025-06-08]. （原始内容存档于2025-06-08）.
4. 1 2 3 4 5 6 7 8 9  Otterson, Joe. . Variety. 2025-06-09  [2025-06-09]. （原始内容存档于2025-06-09）.
5. 1 2 3 4 5 6  Hibberd, James. . The Hollywood Reporter. 2025-07-14  [2025-07-14]. （原始内容存档于2025-07-14）.
6. ↑  Grossman, Lev. . Time. 2007-06-28  [2008-09-01]. （原始内容存档于2008-08-27）.
7. ↑  Elisco, Lester. . TomFolio.com.   [2009-01-22]. （原始内容存档于2017-04-12）.
8. ↑  Grady, Constance. . Vox. 2017-06-26  [2025-05-30]. （原始内容存档于2025-05-30）.
9. ↑   (新闻稿). New York City: Scholastic. 2023-02-06  [2023-02-06]. （原始内容存档于2023-03-13）.
10. ↑  . The Guardian. 2007-11-11  [2007-11-17]. （原始内容存档于2007-11-02）.
11. ↑  Goldberg, Lesley. . The Hollywood Reporter. 2021-01-25  [2021-09-21]. （原始内容存档于2021-09-21）.
12. ↑  Otterson, Joe. . Variety. 2021-01-25  [2021-09-21]. （原始内容存档于2021-08-27）.
13. ↑  Scott, Ryan. . MovieWeb. 2021-01-25  [2021-09-21]. （原始内容存档于2021-09-21）.
14. ↑  Jones, Mike. . Screen Rant. 2022-05-18  [2022-05-19]. （原始内容存档于2022-05-19）.
15. ↑  Anderson, Jenna. . ComicBook.com. 2022-05-18  [2022-05-19]. （原始内容存档于2022-07-07）.
16. ↑  Williams, Mike. . IGN. 2022-05-18  [2022-05-19]. （原始内容存档于2022-07-21）.
17. ↑  Yossman, K.J. . Variety. 2022-11-30  [2025-03-07]. （原始内容存档于2024-07-08）.
18. 1 2  D'Alessandro, Anthony. . Deadline Hollywood. 2023-04-12  [2023-04-12]. （原始内容存档于2023-04-12）.
19. ↑  White, Peter. . Deadline Hollywood. 2023-04-12  [2023-04-13]. （原始内容存档于2023-04-13）.
20. ↑  Jackson, Angelique; Vary, Adam B. . Variety. 2023-04-12  [2023-04-14]. （原始内容存档于2023-04-14）.
21. ↑  White, Peter. . Deadline Hollywood. 2024-02-01  [2024-02-01]. （原始内容存档于2024-02-02）.
22. ↑  White, Peter. . Deadline Hollywood. 2024-06-26  [2024-06-26]. （原始内容存档于2024-06-26）.
23. ↑  Moreau, Jordan. . Variety. 2024-09-09  [2024-09-18]. （原始内容存档于2024-09-09）.
24. 1 2  Goldbart, Max. . Deadline Hollywood. 2024-12-16  [2025-05-27]. （原始内容存档于2024-12-24）.
25. ↑  Yossman, K.J.; Otterson, Joe. . Variety. 2024-11-11  [2024-11-11]. （原始内容存档于2024-11-11）.
26. 1 2  Andreeva, Nellie. . Deadline Hollywood. 2024-12-06  [2024-12-07]. （原始内容存档于2024-12-07）.
27. ↑  Kit, Borys; Hibberd, James. . The Hollywood Reporter. 2024-12-04  [2024-12-04]. （原始内容存档于2024-12-04）.
28. ↑  Andreeva, Nellie. . Deadline Hollywood. 2025-02-12  [2025-02-25]. （原始内容存档于2025-02-22）.
29. ↑  Northrup, Ryan. . Screen Rant. 2025-02-25  [2025-04-23]. （原始内容存档于2025-02-25）.
30. ↑  Andreeva, Nellie. . Deadline Hollywood. 2025-03-07  [2025-03-07]. （原始内容存档于2025-03-07）.
31. ↑  Andreeva, Nellie. . Deadline Hollywood. 2025-03-25  [2025-03-26]. （原始内容存档于2025-03-26）.
32. ↑  Rufo, Yasmin. . BBC. 2025-05-27  [2025-05-27]. （原始内容存档于2025-05-27）.
33. ↑  Grobar, Matt. . Deadline Hollywood. 2024-12-05  [2024-12-05]. （原始内容存档于2024-12-05）.
34. ↑  Fitzpatrick, Liam. . Watford Observer. 2025-05-19  [2025-06-02]. （原始内容存档于2025-05-19）.
35. ↑  Stervinou, Lannig.  [The Harry Potter mystery hovers over the Île de Sein]. Le Télégramme. 2025-05-24  [2025-06-03]. （原始内容存档于2025-05-26） （fr-FR）.
36. ↑  Blairet, Laura.  ["Voldemort was born in Tevennec": a film crew was on Île-de-Sein for the new Harry Potter series]. Ici. 2025-05-24  [2025-06-03]. （原始内容存档于2025-05-30） （法语）.
37. ↑  White, Peter. . Deadline Hollywood. 2024-06-25  [2024-06-25]. （原始内容存档于2024-06-26）.
38. ↑  Andreeva, Nellie. . Deadline Hollywood. 2024-09-16  [2024-09-18]. （原始内容存档于2024-09-17）.
39. ↑  Luther, Rebecca. . TVLine. 2025-07-14  [2025-07-14]. （原始内容存档于2025-07-14）.
40. ↑  Goldberg, Lesley. . The Hollywood Reporter. 2023-04-12  [2023-04-12]. （原始内容存档于2023-04-12）.

## 外部連結
- 互联网电影数据库（IMDb）上《哈利波特》的资料（英文）